# Jana Sibera
Jana Sibera, rozená Jana Markvartová (* 17. června 1979, Brno) je česká operní pěvkyně-sopranistka. Jejím manželem je operní pěvec Václav Sibera a je dcerou Jana Markvarta, který je taktéž operním pěvcem.

## Život
Narodila se v Brně, kde od roku 1983 byl její otec Jan Markvart sólistou opery v Janáčkově divadle. Už od svých čtyř let chodila na jeho představení a její první rolí bylo dítě v Madam Butterfly, když měla čtyři roky. Roku 1986 byl její otec přijat do Národního divadla v Praze, a tak se sem celá rodina přestěhovala. Jana se tady stala členkou Kühnova dětského sboru, s kterým účinkovala v operách Jakobín, Brouk Pytlík, Bohéma a mnoha dalších. Díky raným divadelním zkušenostem se chtěla stát operní pěvkyní. Rodiče jí to ale rozmlouvali a chtěli, aby nejprve vystudovala střední školu. I přesto šla na Pražskou konzervatoř, kterou vystudovala v roce 2000 a následně šla studovat HAMU.
V Národním divadle hostovala už od roku 1995 a od roku 2000 v tehdejší Státní opeře Praha, kde ještě během studií roku 2002 přijala angažmá. Od 1. ledna 2012, kdy se Státní opera a Národní divadlo sloučily, se stala sólistkou Opery Národního divadla. S Národním divadlem se účastnila také turné v Japonsku a Koreji. V letní stagioně Opery Mozart ve Stavovském divadle účinkovala ve více než 40 reprízách Dona Giovanniho. V roce 2011 a 2012 hostovala jako Violetta v Gdaňsku, v roce 2016 jako Ofélie v göteborské opeře. Kromě Národního divadla vystupuje i v řadě dalších českých divadel.
Jejím manželem je operní pěvec Václav Sibera, který je taktéž sólistou opery v Národním divadle. Společně studovali na Pražské konzervatoři. Mají dvě děti.
V červnu 2008 se stala finalistkou mezinárodní pěvecké soutěže Barbary Hendricks ve Štrasburku. Byla nominována na cenu Thálie v oboru opera, a to za rok 2016 za ztvárnění Ophélie v Hamletovi v Národním divadle moravskoslezském a roku 2020 za roli Violetty v Traviatě ve Slezském divadle Opava. Obdržela ji roku 2022 za ztvárnění titulní role v opeře Manon v Národním divadle moravskoslezském.

## Operní role
Státní opera Praha
- Carmen – role Frasquita
- Rusalka – role První žínka
- Bohéma – role Musetta
- Tři Pintové – role Clarissa

Národní divadlo
- Výlety páně Broučkovy – role Číšníček, Zázračné dítě, Žák
- Nagano – role průvodce dějem opery
- Mignon – role Philine
- Don Carlo – role Hlas z nebe
- Dvě vdovy – role Karolina
- Příhody lišky Bystroušky – role Bystrouška
- Vlaštovka – role Lisette
- Kouzelná flétna – role Královna noci
- Jeníček a Mařenka – role Mařenka
- Chytračka – role Chytračka
- Poprask v opeře – role Daria
- Orfeus v podsvětí – role Eurydika
- Figarova svatba – role Zuzana
- Láska ke třem pomerančům – role Ninetta
- Carmen – role Micaela
- Don Giovanni – role Donna Anna
- Prodaná nevěsta – role Mařenka
- Plameny – role Stíny
- Šaty dělají člověka – role Nettchen

Národní divadlo moravskoslezské
- Orfeus v podsvětí – role Eurydika
- Noc v Benátkách – role Annina
- Výlety páně Broučkovy – role Málinka, jeho dcera / Etherea
- Hamlet – role Ophélie
- Tajemství – role Blaženka
- Robert ďábel – role Isabella
- Manon – role Manon Lescaut

Divadlo Josefa Kajetána Tyla
- Don Pasquale – role Norina
- Turek v Itálii – role Donna Fiorilla
- Tajemství – role Blaženka
- Hoffmannovy povídky – role Olympia
- Stvoření – role Gabriel

Divadlo F. X. Šaldy
- Dcera pluku – role Marie

Slezské divadlo Opava
- Prodaná nevěsta – role Mařenka
- La traviata – role Violetta Valéry